# Amlaíb Cuarán
Amlaíb Cuarán o Amlaíb mac Sitriuc 926 - 981 (en nòrdic antic Óláfr Sigtryggsson), conegut comunament com a Cuarán, en nòrdic antic Óláfr kváran, va ser un rei viking de Jòrvik (York) i del regne de Dublín al segle x, d'ascendència nòrdic-gaèlica. El seu sobrenom, cuarán és traduït habitualment com a "sandàlia". Apareix a nombroses fonts amb altres noms, com ara Olaf Cuaran i Olaf Sihtricson, particularment durant la seva breu etapa de governant de Jòrvik. Fou l'últim membre de la dinastia Uí Ímair que va exercir un paper important a la política de les illes britàniques i Irlanda.
Amlaíb va ser governant de Jòrvik amb el títol de rei de Northúmbria almenys dues o tres vegades a la seva vida i va ser en dues ocasions governant de Dublín i rodalia. El seu regnat sobre aquests territoris es va estendre durant quaranta anys. Era un guerrer famós i despietat assaltant esglésies, però al final dels seus dies va viure en un respectable retir a l'abadia d'Iona. Nascut a l'època en la qual els Uí Ímair governaven extenses àrees a la Gran Bretanya i Irlanda, a la seva mort el regne de Dublin passaria a ser un poder menor de la política irlandesa. Tanmateix, la seva puixança econòmica l'havia convertida en una de les capitals comercials de l'Europa atlàntica i el control de la ciutat i les seves riqueses en feien un trofeu apetible per als ambiciosos prínceps irlandesos.
Durant la seva vida va ser patró de poetes irlandesos i escandinaus, que escrivien versos de lloança al seu mecenes. Olaf es va casar, almenys en dues ocasions, i els seus nombrosos fills acabarien casant-se amb membres de les principals famílies reials d'Irlanda i d'Escandinàvia. Els seus descendents serien reis de Man i de les Hèbrides fins al segle xiii.

## Context
Els textos més antics que narren els atacs vikings a la Gran Bretanya o a Irlanda daten de finals del segle viii. El monestir de Lindisfarne a Northúmbria va ser saquejat el 8 de juny del 793 i el de Iona al regne dels pictes, el 795 i el 802. A Irlanda, el monestir de Rathlin, a la costa nord-oriental de l'Ulster va ser atacada el 795, i l'illa de Saint Patrick el 798. L'illa de Portland, pertanyent al regne de Wessex al sud-oest de la Gran Bretanya va ser atacada durant el regnat de Beorhtric (786-802).
Aquests assalts van continuar produint-se de forma esporàdica durant el primer quart del segle ix. Durant el segon quart, la freqüència i envergadura d'aquests atacs es van incrementar i van aparèixer els primers establiments vikings permanents (nomenats longphorts a Irlanda).

## Orígens
L'Ivar del qui descendien els Uí Ímair era, presumptivament un Ivar, "rei dels nòrdics de tota Gran Bretanya i Irlanda", la mort del qual s'esmenta als Annals de l'Ulster l'any 873. Que aquest Ivar sigui el mateix Ivar líder del gran exèrcit pagà, o Ivar el Desossat és menys segur.
Amlaib Cuarán era probablement un besnet d'Ivar. No disposem de fonts contemporànies als fets que ens informin de la descendència entre Ivar i els seus nets, però és força probable que els nets d'Ivar dels quals hi ha constància entre el 896 i el 934 —el pare d'Amlaíb Sitric Cáech (mort el 927), Ragnall ua Ímair (d. 921), Gofraid ua Ímair (mort el 934), Ivar II de Dublín (mort el 904) i Amlaíb (mort el 896)— fossin germans més que cosins. Sitriuc, el pare d'Amlaib apareix als annals per primera vegada el 914, quan va conquerir Dublín, possiblement en mans irlandeses des de l'expulsió dels anteriors governants vikings el 902.
Sitric Cáech va governar Northúmbria fins a la seva mort el 927. A la Crònica anglosaxona consta el seu matrimoni amb la filla del rei Etelstan a Tamworth, el 30 de gener del 926. Segons fonts posteriors, com el cronista John de Wallingford, Amlaib seria fill de Sitric i d'aquesta princesa de Wessex. A més d'Amlaib, altres fills de Sitric serien: Gofraid mac Sitriuc (mort el 951), rei de Dublín, Aralt mac Sitric (mort el 940), governant del regne de Limerick, i, amb menys certesa, Sichfrith i Auisle, que apareixen esmentats entre els morts a la batalla de Brunanburgh el 937 als Annals de Clonmacnoise. A la crònica Heimskringla s'esmenta que una altra filla de Sitric, de nom Gytha, va contreure matrimoni amb el pirata noruec Olaf Tryggvason, encara que possiblement fos una filla d'Olaf Cuarán.
Després de la mort del seu pare, Amlaib Cuarán va ser possiblement rei de York durant algun temps, però el rei Etelstan va aconseguir conquerir el regne de Northúmbria i derrotar Gofraid, germà de Sitric. Segons Guillem de Malmesbury, Olaf va fugir a Irlanda, mentre que el seu oncle Gofraid intentava reconquerir York. El 937, un exèrcit dirigit per Amlaib, fill de Gofraid, i assistit per Constantí II d'Escòcia, monarca del regne d'Alba i Owen I de Strathclyde va ser derrotat pels anglosaxons a la batalla de Brunanburgh. Hudson afirma que: "Si aquesta història té cap base històrica, clarament s'ha confós a Olaf Cuaran amb el seu cosí... ".
El rei Etelstan va morir el 939, i el seu successor, el seu germanastre Edmund el Magnífic, va ser incapaç de mantenir el control de York. Olaf Guthfrithsson, que en aquell temps era rei de Dublín, va creuar la mar d'Irlanda fins a Anglaterra, on va ser aclamat com a rei de Northúmbria. Va morir el 941, poc després del saqueig de l'església de sant Baldred a Tyninghame, fulminat pel poder del sant, segons la Història de Sancto Cuthberto.

## Jòrvik
La carrera d'Amlaíb Cuarán va començar pròpiament el 941, després de la mort del seu cosí Amlaíb mac Gofrith. Cuarán el va succeir al capdavant del govern del regne viking de York, junt amb el seu cosí Ragnall, fill de Gofraid. Segons diuen els Annals de Clonmacnoise, Amlaíb havia arribat a la Gran Bretanya el 940, mentre deixava un altre fill de Gofraid, Blácaire, a càrrec del govern de Dublín.

Amlaíb i Ragnall van governar York fins al 944. La cronologia dels fets entre la mort d'Etelstan i l'expulsió d'Amlaíb i Ragnall no està clara, ja que les diferents versions de la Crònica anglosaxona no es posen d'acord. Sembla que, després de la mort del rei saxó, Edmund no només va perdre el control de Northúmbria, sinó també que els els cinc burgs del Danelaw, es van sotmetre al comandament d'Amlaib mac Gofrith. Un dels Amlaibs va assolar Tamworth segons la Crònica Anglosaxona:
| « | Olaf va destruir Tamworth i una gran matança va succeir a tots dos bàndols, i els danesos van aconseguir la victòria i es van endur un gran botí de guerra amb ells. Wulfrun va ser capturat en l'atac. El rei Edmund va assetjar al eei Olaf i a Wulfstan I, arquebisbe de York a Leicester, i els hagués capturat de no haver fugit de la fortalesa a la nit. | » |

Edumund va aconseguir reconquerir els cinc burgs el 942, un fet celebrat en vers per la Crònica anglosaxona. La crònica recull el baptisme d'Amlaíb, amb el rei Edmund actuant com a padrí seu. Això no implica que Amlaib no fos ja cristià, ni que el baptisme signifiqués un compromís permanent amb la fe cristiana, ja que en molts casos aquests baptismes eren actes polítics. Alfred el Gran, per exemple, havia patrocinat el baptisme del rei gal·lès Anarawd ap Rhodri.
Amlaíb va ser expulsat del tron de York el 944. La Crònica anglosaxona relata que: «El rei Edmund va conquerir tota Northúmbria i va posar en fuga els dos reis (o "homes de la reialesa") Olaf i \Rægnald.»

## Congalach i Ruaidrí

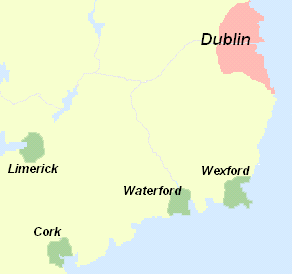
Establiments escandinaus a la Irlanda del.

La sort per als Uí Ímair d'Irlanda també va ser adversa, ja que el 944, Dublín va ser saquejada pel gran rei d'Irlanda Congalach Cnogba, que tenia el seu quarter general a Brega, a la ribera sud del riu Boyne, al nord de la capital. A l'any següent, potser com a resultat d'aquest saqueig, Amlaíb va reemplaçar el seu cosí Blácaire com a rei de Dublín. Amlaíb es va aliar amb Congalach, cosa que va contribuir a millorar la seva posició.
Congalach i Amlaíb es van encarar aleshores amb Ruaidrí ua Canannáin, rei de Cenél Conaill (comtat de Donegal, rival de Congalach en la lluita pel títol de gran rei. Tots dos exèrcits es van enfrontar el 945 a Conaille Muirtheimne, al territori de l'actual comtat de Louth, i a l'any següent, Amlaíb va atacar Kilcullen, a Leinster. El 947, Ruaidri va derrotar Congalach, Amlaíb a Slane, i van infligir grans pèrdues als vikings de Dublín, moltes de les quals van ser durant la fugida. Després d'aquesta derrota, sembla que Amlaíb va ser desposseït de la corona, ja que els annals de l'any següent donen a Blácaire com a líder de les forces de Dublín. Malgrat tot, Blácaire va morir a les mans de Congalach el 948, i després d'això va ser succeït per Gofraid mac Sitriuc, un dels germans d'Amlaíb.

## De nou a Jòrvik

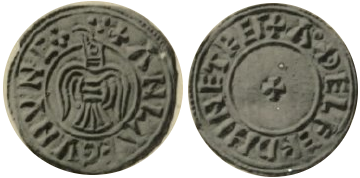
Un altre model de penic encunyat a York durant l'època d'Amlaíb, realitzat per la seca d'Æthelfrith; l'anvers mostra un ocell, probablement un corb, mentre que al revers apareix una creu.

No se sap amb certesa el succeït a Norhúmbria durant l'estada d'Amlaíb a Irlanda. Mentre que Edmund va aconseguir el control de la zona després de l'expulsió d'Amlaíb i la mort de Ragnall, aviat va haver de cedir el nord a un rei escandinau de nom Eirikr, al qual generalment se l'identifica amb Erik Destral Sagnant. Si Erik va arribar a governar Northúmbria abans de la mort d'Edmund I d'Anglaterra va haver de ser molt breument. Edmund va morir el 946 i va ser succeït pel seu germà Edred. La Crònica Anglosaxona recorda que Edred "va reduir tota la terra de Norhúmbria al seu control; i els escocesos van prestar jurament que farien tot el que ell volgués". La submissió de Northúmbria a Edred va provocar una reunió amb els notables de York encapçalada per l'arquebisbe Wulfstan el 947, però a l'any següent, Erik havia ocupat novament la zona, i Edred va devastar el sud del territori —s'esmenta Ripon com a objectiu particular— per forçar els northumbris a expulsar Erik, cosa que finalment van aconseguir.
A l'any següent, (949), els northumbris van invitar Amlaíb a governar York. El seu retorn a Anglaterra va poder haver comptat amb l'aprovació d'Eadred. Aquest mateix any, el rei Malcolm I d'Escòcia, va atacar Northúmbria, arribant a assolir el riu Tees al sud i enduent-se un abundós botí en riquesa i esclaus. Si aquesta incursió estava dirigida contra Amlaíb, no se sap. Una segona invasió des del nord el 952 realitzada pels escocesos de Malcolm I al costat de grups de britans i d'anglosaxons va ser rebutjada. De tota manera, el 952 Amlaíb va ser deposat i substituït per Erik, i a la seva mort el 954, el regne viking de York va quedar definitivament incorporat al domini anglès. Amlaíb va tornar a Irlanda i mai més tornaria a governar York.

## Dublín i Iona
El 951, mentre Amlaíb es trobava a la Gran Bretanya, el seu germà Gofraid va morir de malaltia a Dublín. L'antic rival de Congalach, Ruaidre, havia mort també, fet que va deixar l'antic aliat d'Amlaíb com a rei de tota Irlanda i el convertia en una seriosa amenaça per al regne viking de Dublín i per al regne irlandès de Leinster. Potser com a conseqüència d'aquesta situació, Congalach va ser mort a Dún Ailinne (comtat de Kildare) o a Tech Guigenn a la regió del riu Liffey quan recaptava imposts a Leinster el 956. A començaments de la dècada del 960, Amlaíb Cuarán va haver d'encarar-se als fills del seu cosí Amlaíb mac Gofrith, anterior rei de Dublín, per conservar el seu tron. El 960, els Annals de l'Ulster conten que Cammán mac Amlaíb, fill d'Amlaíb mac Gofrith va ser derrotat en un lloc no identificat anomenat Dub. Dos anys més tard, un tal Sitriuc Cam, possiblement el mateix Cammán va ser derrotat per les tropes dublineses d'Amlaíb Cuarán al costat dels homes de Leinster durant una incursió en aquesta última província. Amlaíb va resultar ferit en la batalla i Sitric va aconseguir escapar. Després d'aquesta batalla, Sitric i un germà seu apareixen atacant Munster, però no hi ha més notícies d'ells i se suposa que van abandonar Irlanda.
Les activitats d'Amlaíb en aquest període semblen haver estat limitades a incursions ocasionals al territori de Leinster. Va atacar Kildare el 964 i novament el 967, quan Muiredach mac Faeláin, abat de Kildare i membre de la dinastia Uí Dúnlainge, reis de la província en aquells dies, va ser assassinat per Amlaíb i Cerball mac Lorcáin, parent seu. Una altra incursió al sud, el 964, va concloure amb una severa derrota del rei viking a la vora d'Inistogue, a les mans dels exèrcits d'Ossory.
Fins a finals d'aquesta dècada del 960, Domnall ua Néill, el successor de Congalach com a Ard Ri, va estar ocupat amb lluites a Connacht i Munster, i no va intervenir en la política de Leinster o Dublín. Després d'haver solucionat els seus problemes més immediats, va marxar cap al sud el 968 i va saquejar tot el sud-est d'Irlanda, matant nombrosos magnats i arribant a posar setge a Dublín durant dos mesos. Encara que no va ser capaç de capturar el port, va aprofitar l'ocasió per endur-se gran quantitat de bestiar. Amlaíb, aliat amb el rei de Leinster Murchad mac Finn, va respondre atacant l'abadia de Kells el 969. Una expedició dels aliats d'Ua Néill va ser derrotada a la vora d'Ardmulchan al comtat de Meath.
L'any 970 Domnall ua Néill i els seus aliats van atacar Brega, regit ara per Domnall mac Congalach, fill de Congalach i aliat i gendre d'Amlaíb. Les esglésies de Monasterboice i Dunleer, custodiades per soldats d'Amlaíb van ser dos dels principals objectius. Domnall de Brega i Amlaíb es van enfrontar aleshores als homes de Domnall ua Néill a Kilmona (comtat de Westmeath. L'exèrcit de l'Ard Ri, en què figuraven soldats procedents d'Ulidia va ser derrotat i en la batalla va morir Ardgal mac Matudáin, rei d'Ulidia, i Cináed mac Crongilla, rei de Conaille Muirtheimne, entre d'altres. Tanmateix, la batalla de Kilmona no va donar fi a la guerra. Monasterboice i Dunleer van ser incendiats després de la batalla i, a l'any següent, la guerra es va estendre al territori de Clann Cholmáin, que va ser arrasat per Ua Néill el 971. Després d'aquesta campanya, el rei de Cenél nEógain i Ard ri d'Irlanda, va establir de forma efectiva la seva hegemonia sobre Leinster i Meath.
El 977, els fills de Domnall ua Néill, Congalach i Muirchertach van ser assassinats, i els annals atribueixen el crim a Amlaíb. Domnall no va voler venjar les seves morts i es retirà al monestir d'Armagh, on va morir el 980. Els dublinesos van atacar Leinster a la fi de la dècada del 970 i el rei provincial Úgaire mac Túathail, va ser capturat el 976. El motiu va ser possiblement el rescat, ja que hi ha notícia de la seva mort el 978 a Belan (Kildare), lluitant contra els vikings de Dublín, juntament amb Muiredach mac Riain de Uí Cheinnselaig dinastia pertanyent al Leinster meridional. El successor d'Úgaire, Domnall Claen, va tenir menys sort en ésser capturat pels vikings l'any següent.
A la mort del gran rei d'Irlanda Domnall ua Néill, el fillastre d'Amlaíb Máel Sechnaill mac Domnaill va presentar la seva candidatura al títol. L'antic aliat d'Amlaíb, Domnall mac Congalach havia mort el 976, deixant el camí lliure a Máel Sechnaill. Máel Sechnaill s'havia convertit en rei de Mide i cap de Clann Cholmáin el 975 i havia iniciat el seu regnat amb un atac a Amlaíb en incendiar el "Bosc de Thor" als afores de Dublín. El 980, el nou Ard ri va obtenir el suport de Leinster per enfrontar-se als exèrcits d'Amlaib (dirigits pels seus fills, ja que Amlaíb era ancià) al pujol de Tara. Els dublinesos van cercar el suport de mercenaris provinents de Mann i les  Hèbrides. La batalla de Tara es va saldar amb una aclaparadora victòria irlandesa, encara que les baixes a tots dos bàndols van ser elevades: entre els vikings va caure el fill d'Amlaíb, Ragnall (Rögnvaldr), i entre els irlandesos diversos reis i caps provincials. Després de la victòria, Máel Sechnaill va ocupar Dublín i va imposar un costós tribut sobre els seus habitants.
D'altra banda, Amlaíb va abdicar o va ser destituït, i reemplaçat en el tron per un dels seus fills, Glúniairn (Járnkné), fill de Dúnlaith i, per tant, germanastre de Máel Sechnaill. El vell rei es va retirar a l'abadia d'Iona, on moriria poc temps després.

## Matrimoni i fills
Cuaran va ser succeït al tron de Dublin pel seu fill Glúniairn (Járnkné, literalment "Genoll de ferro"), fill de la seva esposa Dúnlaith, que era filla al seu torn de Muirchertach mac Néill.
Una altra de les seves esposes va ser Gormflaith de Leinster, filla de Murchad mac Finn, rei de Leinster, i futura muller de Brian Boru. Amb Gormflaith tindria Sigtrygg Silkbeard que arribaria a ésser rei de Dublín a la mort de Glúniairn.
A més a més, Gytha, la seva germana es casaria amb Olaf I de Noruega, Máel Muire, que es casaria amb Máel Sechnaill mac Domnaill, i Harald, possiblement l'avi de Godred Crovan.